# Arginina
Arginina (ácido 2-amino-5-guanidino-pentanoico) é um aminoácido polar básico. Sua estrutura é (H2N)(HN)CN(H)(CH2)3CH(NH2)CO2H, possuindo seis átomos de carbono, quatro átomos de nitrogênio, dois átomos de oxigênio e catorze átomos de hidrogênio.
Principal carreadora de nitrogênio em humanos e animais, a arginina faz parte da síntese de moléculas importantes como agmatina, creatina, ornitina, óxido nítrico, poliaminas, prolina, dentre outras. Na estrutura do mRNA, os códons que codificam a arginina durante a síntese de proteínas são: CGU, CGC, CGA, CGG, AGA, e AGG. A Arginina é classificada como semi-essencial ou condicionalmente essencial em seres humanos, pois pode ser sintetizada endogenamente numa quantidade suficiente para atender as necessidades, não sendo necessária na dieta de adultos saudáveis.

## História
A arginina foi isolada pela primeira vez em 1886 a partir de mudas de tremoço amarelo pelo químico alemão Ernst Schulze e seu assistente Ernst Steiger. Ele a nomeou a partir do grego árgyros (ἄργυρος), que significa "prata", devido à aparência branco-prateada dos cristais de nitrato de arginina. Em 1897, Schulze e Ernst Winterstein (1865–1949) determinaram a estrutura da arginina. Schulze e Winterstein sintetizaram a arginina a partir da ornitina e da cianamida em 1899, mas algumas dúvidas sobre a estrutura da arginina persistiram até a síntese de Sørensen em 1910.

## Síntese
Proteínas ingeridas sofrem degradação até arginina, podendo ser diretamente absorvidas para utilização no ciclo da ureia, ou transformada em ornitina no intestino e, com a glutamina secretada como glutamato, convertida em citrulina. A citrulina é transportada até os rins, onde vira substrato da neossíntese da arginina. A citrulina também pode ser convertida diretamente em L-arginina no citoplasma dos macrófagos e das células endoteliais.[carece de fontes?]

## Função
A arginina desempenha um papel importante na divisão celular, na cicatrização de feridas, na remoção de amônia do corpo, na função imunológica e na liberação de hormônios. É um precursor para a síntese de óxido nítrico (NO), tornando-se importante na regulação da pressão arterial. A arginina é necessária para o funcionamento das células T no corpo e pode levar à sua desregulação se esgotada.

### Proteínas
A cadeia lateral da arginina é anfipática, pois em pH fisiológico contém um grupo guanidínio carregado positivamente, altamente polar, na extremidade de uma cadeia hidrocarbonada alifática hidrofóbica. Como as proteínas globulares possuem interiores hidrofóbicos e superfícies hidrofílicas, a arginina é tipicamente encontrada na parte externa da proteína, onde o grupo principal hidrofílico pode interagir com o ambiente polar, por exemplo, participando de ligações de hidrogênio e pontes salinas. Por esse motivo, é frequentemente encontrada na interface entre duas proteínas. A parte alifática da cadeia lateral às vezes permanece abaixo da superfície da proteína.
Resíduos de arginina em proteínas podem ser desmineralizados por enzimas PAD para formar citrulina, em um processo de modificação pós-traducional denominado citrulinação. Isso é importante no desenvolvimento fetal, faz parte do processo imunológico normal, bem como do controle da expressão gênica, mas também é significativo em doenças autoimunes. Outra modificação pós-traducional da arginina envolve a metilação por proteínas metiltransferases.

## Estudos

### Efeitos no organismo
Apesar do extenso uso do aminoácido em exercícios, os efeitos da suplementação são limitados. Os dados de que os suplementos de L-arginina aumentam a massa muscular não são claros. Estudos concluem que a suplementação com aminoácidos específicos, incluindo arginina, não aumentam a massa muscular mais do que se exercitar sozinho. Outros artigos não mostram efeitos sobre a força muscular.
Uma pesquisa mostrou que suplementar L-arginina pode estimular aumento do hormônio do crescimento. Entretanto, esse aumento é menor do que exercícios sem suplementação alguma.

### Eficácia
Os estudos também demonstraram que a arginina é eficaz para:
- Aumentar o fluxo sanguíneo
- Combater angina
- Aumentar o desempenho esportivo (mas sem diferença nas métricas corporais)[32]
- Disfunção erétil
- Diminuir pressão alta
- Enterocolite necrotizante
- Doença arterial periférica
- Redução da pressão sistólica e diastólica (em adultos hipertensos)[33]
- Pré-eclâmpsia
- Hipertensão na gravidez

Mas comprovaram que é ineficaz para:
- Aumento de massa muscular[29]
- Cicatrização de feridas
- Doença renal crônica
- Colesterol alto
- Tuberculose
- Ataque cardíaco

E ainda há dados insuficientes da eficácia para:
- Asma
- Câncer de mama ou cabeça e pescoço
- Melhora do sistema imune
- Diabetes
- Infecção das vias aéreas
- Prevenção de resfriados

### Produção
Tradicionalmente, é obtida pela hidrólise de diversas fontes baratas de proteína, como a gelatina. Comercialmente, é obtida por fermentação. Dessa forma, podem ser produzidos de 25 a 35 g/litro, utilizando glicose como fonte de carbono.